# 2 Pułk Ułanów (Księstwo Warszawskie)

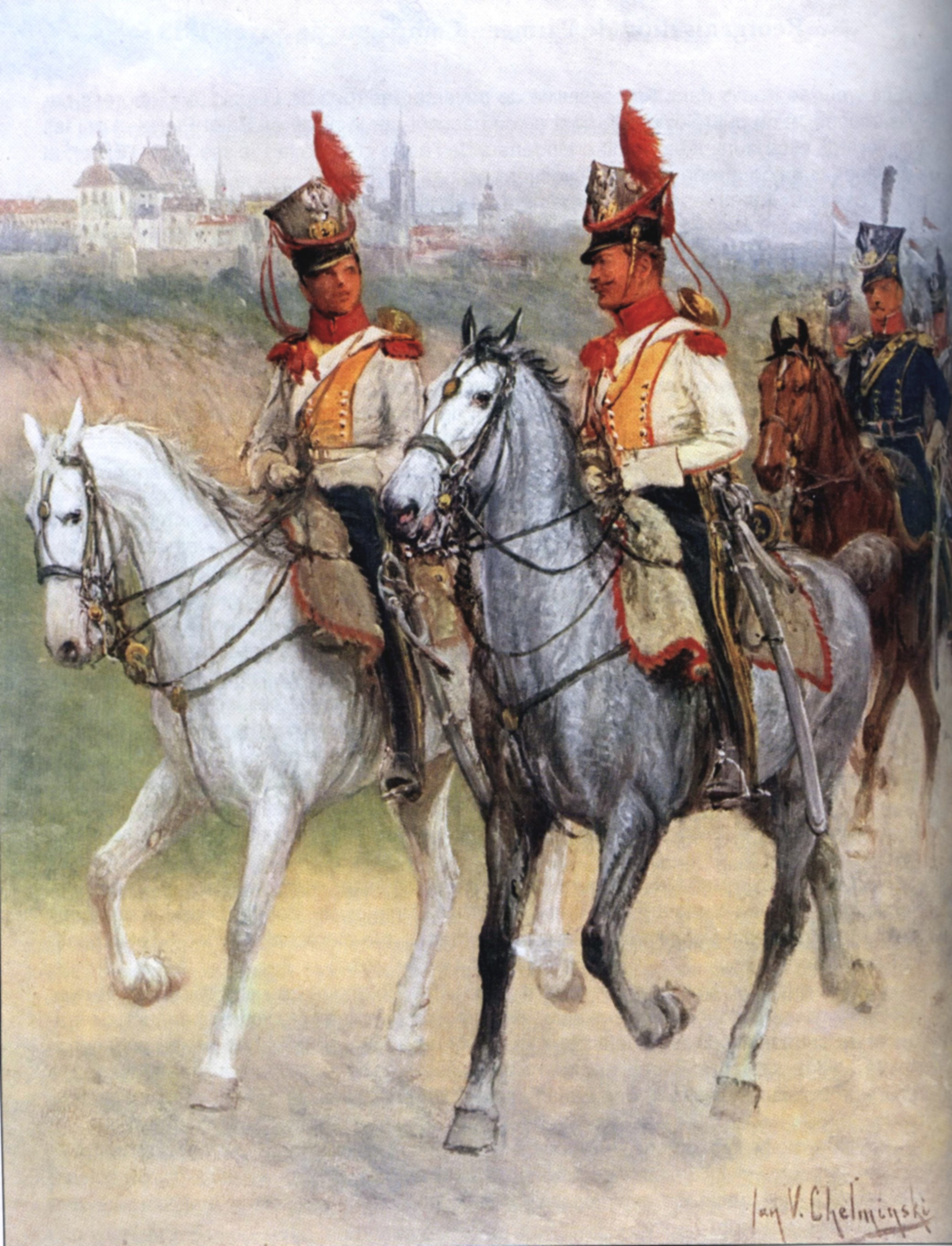
Trębacze 2 pułku ułanów

2 Pułk Ułanów – oddział jazdy polskiej Armii Księstwa Warszawskiego. 
Pułk został sformowany w 1806 jako 2 Pułk Lekkiej Jazdy Legionu I. Później został przemianowany na 2 Pułk Ułanów. W 1808 stacjonował w Warszawie. Pod koniec 1809 roku pułk liczył 1363 żołnierzy.

## Mundur
Do 1809 roku pułk posiadał barwy 1 Legii. Były to rabaty żółte, z guzikami i galonami żółtymi lub złotymi oraz wyłogami rękawów i kołnierzem pąsowym.
Od 1810 roku obowiązywała następująca barwa munduru:

Kołnierz pąsowy z biała wypustką;
rabaty granatowe z żółtą wypustką
...
Wyłogi rękawów pąsowe z białą wypustką

Lampasy spodni żółte

## Dowódcy pułku
Pułkiem dowodzili:
- płk Walenty Kwaśniewski (26 grudnia 1806)
- płk Tadeusz Tyszkiewicz (14 grudnia 1808)
- płk Ludwik Pac (28 czerwca 1812)
- płk Józef Rzodkiewicz (18 stycznia 1813)

## Walki pułku
Pułk brał udział w walkach w czasie pierwszej wojny polskiej 1807 roku, wojny polsko austriackiej, inwazji na Rosję 1812 roku i kampanii 1813 roku
Bitwy i potyczki:
- Zatory (9 maja 1807)
- Nadarzyn (19 kwietnia 1809)
- Praga (21 kwietnia 1809)
- Grochów (25 kwietnia 1809)
- Sandomierz (18 maja 1809)
- Różki (5 czerwca 1809)
- Baranów (9 czerwca 1809)
- Wrzawy (12 czerwca 1809)
- Przedbórz (8 lipca 1809)
- Mir (10 lipca 1812)
- Gera (1813)
- Dennewitz (6 września 1813)